# 空廼カイリ
空廼 カイリ（そらの かいり）は、日本の漫画家である。男性。

## 人物
専修学校マルチメディアアート学園の卒業生で、専修学校に入学するまでは漫画を描いたことがなかった。卒業間際の添削会で出版社からスカウトされ、漫画家デビューを果たす。卒業後も頻繁に学校を訪れており、学園キャラクターの「マルチちゃん」と「メディアくん」のデザインやそれらキャラクターを使った同学園ガイドの表紙イラストも手がけている。
2008年に代表作の1つである『モノクローム・ファクター』がテレビアニメ化された。
現在は、マッグガーデンのウェブコミック配信サイト『MAGCOMI』で『彼岸（パーラム）異譚』を2017年10月15日より連載中。隔週更新。

## 作品一覧

### 連載
- クリスト－橙眼のメシア－（『コミックブレイドMASAMUNE』2003年夏季号 - 2004年夏季号、全1巻）
- モノクローム・ファクター（『コミックブレイドMASAMUNE』2004年初夏号（2007年9月に『月刊コミックブレイドアヴァルス』へ移籍） - 『コミックアヴァルス』2011年7月号[1]、全11巻） - 2008年にテレビアニメ化。
- 地獄奇行（『コミックブレイドZEBEL vol.1 - 3、未完）
- マザーキーパー（『月刊コミックブレイド』2006年2月号 - 2014年6月号[2]、全10巻）
- クロアキメラ（『月刊コミックガーデン』2014年10月号[3] - 2016年10月号、全4巻）
- 彼岸異譚（『MAGCOMI』2017年10月15日 - 連載中、既刊2巻）
- 鳥ジャンキーズ（『MAGCOMI』2019年9月15日[4] - 連載中、既刊1巻）

### 読み切り
- SPEED ACT（『コミックブレイドMASAMUNE』2006年秋季号特別付録 WAKIZASI）
- 刑事はつらいよ。（honto内『すわんぷ』、KOOI.（レーベル）、2021年4月23日[5]）

### 画集
- 『Separation SKY』
  - 「モノクローム・ファクター」「マザーキーパー」「クリスト－橙眼のメシア－」のカラーイラスト、描き下ろしイラスト、特別インタビューなどを掲載。